# گورستان گندم گویه
گورستان گندم گویه مربوط به هزاره اول قبل از میلاد است و در شهرستان رودسر، بخش رحیم آباد، روستای سبو واقع شده و این اثر در تاریخ ۱۹ مرداد ۱۳۸۴ با شمارهٔ ثبت ۱۲۸۱۵ به‌عنوان یکی از آثار ملی ایران به ثبت رسیده است.